# Префект Стародавнього Риму
Префе́кт (лат. praefectus, від praeficere — «очолювати») — римська посадова особа, що стояла на чолі управління окремою частиною адміністрації, суду, державного господарства чи армії. Походили як правило зі стану сенаторів чи вершників.

## Префекти із стану сенаторів
- Префект міста (praefectus urbi) — формальний представник (царя) імператора у Римі. Командир міських когорт (cohortes urbanae). У республіканський період, коли на чолі держави стояли консул легко міг бути замінений іншою посадовою особою, міська Префектура стала майже зайвою розкішшю або просто формальністю. На весь час святкування feriae latinae, коли вища магістратура виїжджала з Риму, призначався консулом тимчасовий префект (praefectus feriarum latinarum). Значення міських префектів надзвичайно посилилося в період принципату. Ще за Августа і Тиберія не було постійних префектів. Однак з другої половини I ст. всі функції преторів і едилів поступово поглинаються префектурою. Юрисдикція префекта поширювалася на 100 миль навколо Риму, і йому були підпорядковані 3 поліцейські когорти по 1000 чоловік кожна (cohortes urbanae).

- Praefectus aerarii militaris

Три сенатори, що займали цю префектуру у функції якої входило управління касою ветеранів.
- Praefectus aerarii Saturni

Два сенатори, які управляли державною скарбницею.
- Praefectus alimentorum

Сенатор, який управляв фондом допомоги потребуючим дітям.
- Praefectus frumenti dandi

Два ех-претори, відповідальні за безплатний розподіл зерна у Римі.

## Префекти зі стану вершників
- Praefectus Aegypti

Управляючий Єгипту. Найвища посада для стану вершників. Пізніше друга після Префекта Преторії.
- Praefectus annonae

Відповідальний за постачання зерна у Рим. Посада була також у інших містах римської імперії.
- Praefectus civitatis

Управляючий певного регіону, для якого ще не було створено провінціального управління. Приклад — Понтій Пілат — префект Юдеї.
- Praefectus vehiculorum

Керуючий cursus publicus, державного управління субсидій.
- Praefectus praetorio

Префект преторія — спочатку військова, пізніше цивільна посада управління імперією.
- Praefectus vigilum

Начальник 7 команд пожежників і поліцейських команд (cohortes vigilum) організованих Августом.
- Praefectus legionis

Командир легіонів розташований у Єгипті. Відповадав Legatus legionis при інших легіонах.
- Praefectus cohortis та Praefectus alae

Командири допоміжних військ (Когорти чи али).
- Praefectus castrorum

Командир військового табора -Каструма.
- Praefectus classis

Командир Давньоримського флоту.
- Praefectus orae maritimae

Командир берегової охорони.
- Praefectus fabrum

Командир майстрів для виконання робіт. Начальник обозу й облогових машин (tormenta)

## Інші префекти
- Praefectus sociorum (socium) називалися командири союзних контингентів, що відповідали за рангом легіони трибун. Кожен консул призначав 12 П. з римлян для командування окремими частинами корпусу союзників, сполученого з двома його легіонами.
- Praefectus iuri dicundo надсилався з Риму для судочинства в ті міста, які не користувалися повним самоврядуванням. Ця назва збереглася за вищими суддями таких міст навіть після Юліїв закону, дарував префектурам права повного громадянства, отже — і право вільного обрання суддів.
- Praefectus evocatorum — начальник евокатів;
- Praefectus navis — командир військового корабля;
- Praefectus remigum — начальник веслярів;